# Gare de Saint-André-des-Eaux
Pour les articles homonymes, voir Gare de Saint-André.
La gare de Saint-André-des-Eaux est une gare ferroviaire française fermée de la ligne de Saint-Nazaire au Croisic, située sur le territoire de la commune de Saint-Nazaire, à la limite du village de Saint-André-des-Eaux, dans le département de la Loire-Atlantique, en région Pays de la Loire.
Édifiée par la Compagnie des trains de Saint-Nazaire au Croisic, elle est mise en service en 1879 par l'administration des chemins de fer de l'État, avant de devenir une gare du réseau de la Compagnie du chemin de fer de Paris à Orléans (PO) en 1884.
Elle n'est plus desservie depuis l'électrification de la ligne en 1986.

## Situation ferroviaire
Établie à 12 mètres d'altitude, la gare de Saint-André-des-Eaux est située au point kilométrique (PK) 500,635 de la ligne de Saint-Nazaire au Croisic, entre les gares de Saint-Nazaire et de Pornichet.

## Histoire
La station de Saint-André-des-Eaux est mise en service le 11 mai 1879 par l'Administration des chemins de fer de l'État, lorsqu'elle ouvre à l'exploitation la ligne de Saint-Nazaire au Croisic et son embranchement de La Baule-Escoublac à Guérande.
En 1884, elle devient une gare du réseau de la Compagnie du chemin de fer de Paris à Orléans (PO) qui comptabilise sa recette annuelle à partir du 30 janvier. Avec un total de 5 121 francs elle se situe à la dernière place sur les sept gares que compte la ligne et de son embranchement sur Guérande.
Reconstruite en 1964, la gare n'est plus desservie depuis 1986, année de l'électrification de la ligne. Le rez-de-chaussée du bâtiment voyageurs est utilisé par une association de ferroviphiles. Elle se trouve à proximité immédiate du passage à niveau n°395.

## Service des voyageurs
La gare est fermée. L'unique voie qui voit passer les trains de la ligne possède cependant toujours un quai en bon état qui pourrait être réutilisé sans grande réfection. Un second quai, plus ancien, moins haut et en plus mauvais état est toujours visible et servait à desservir la voie d'évitement disparue.

## Galerie de photographies

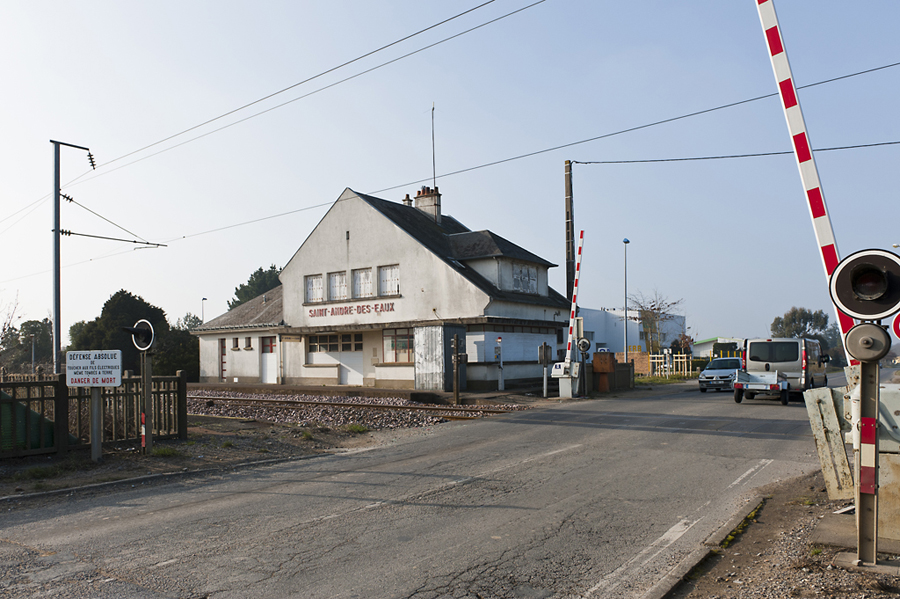
Vue de la route en 2011.
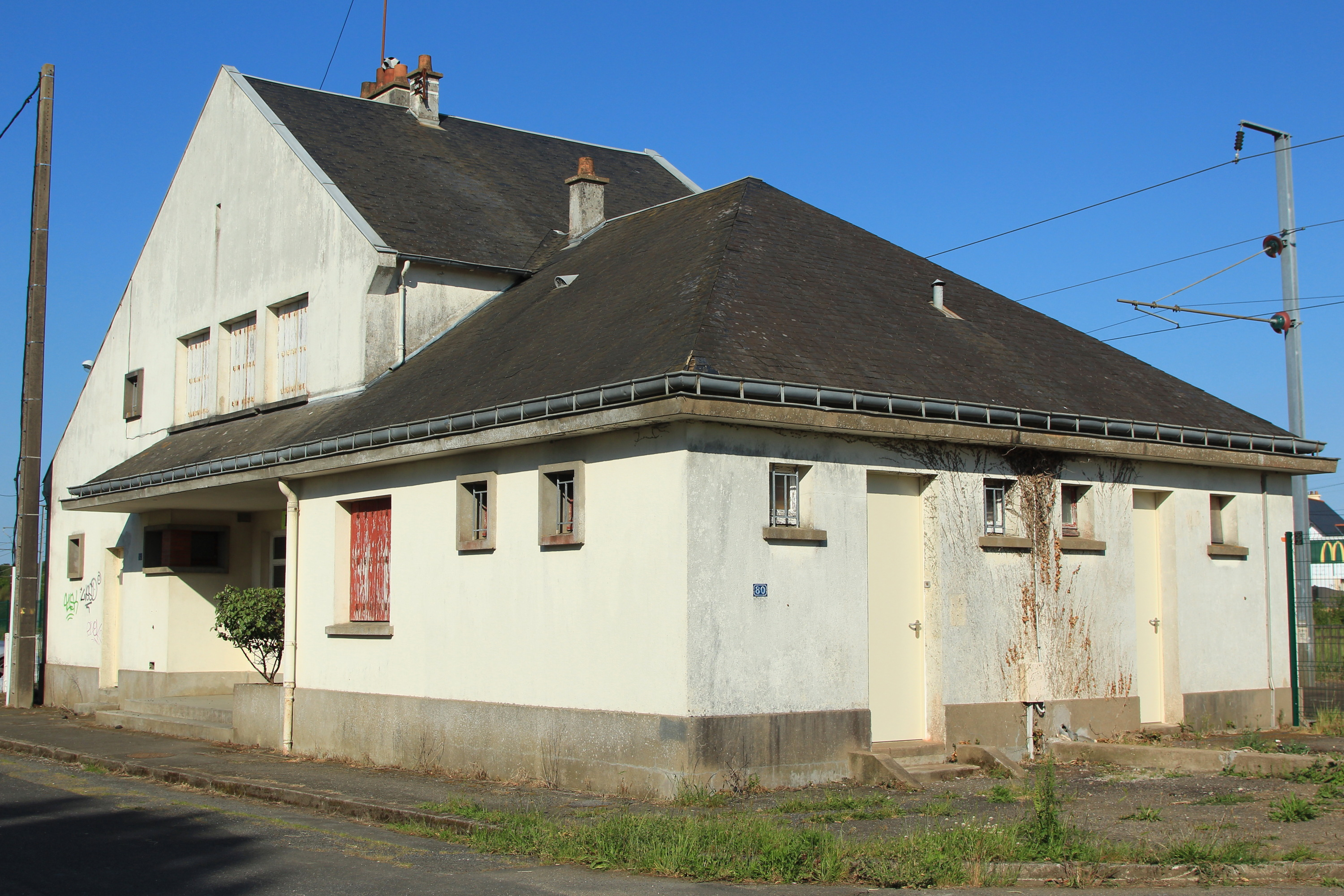
L'ancien bâtiment voyageurs vu côté rue en 2018.
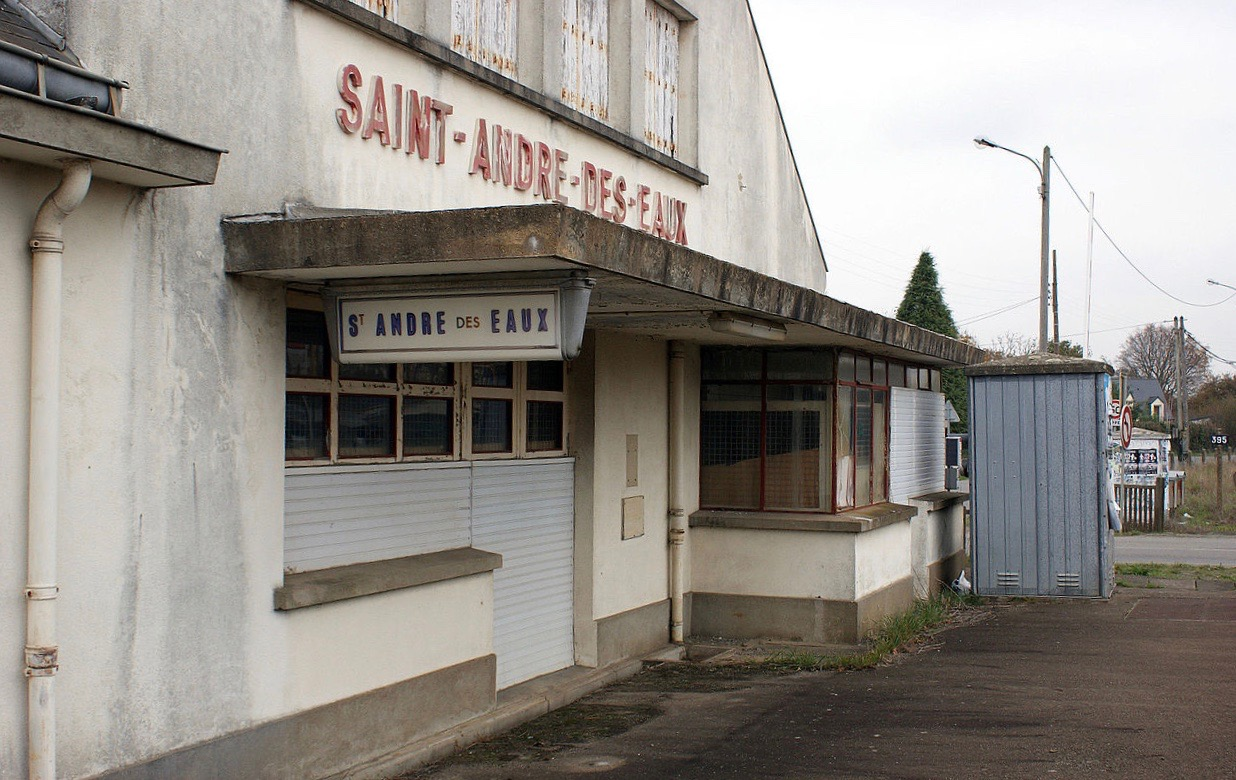
Côté quai en 2014.